# Квотербек нил

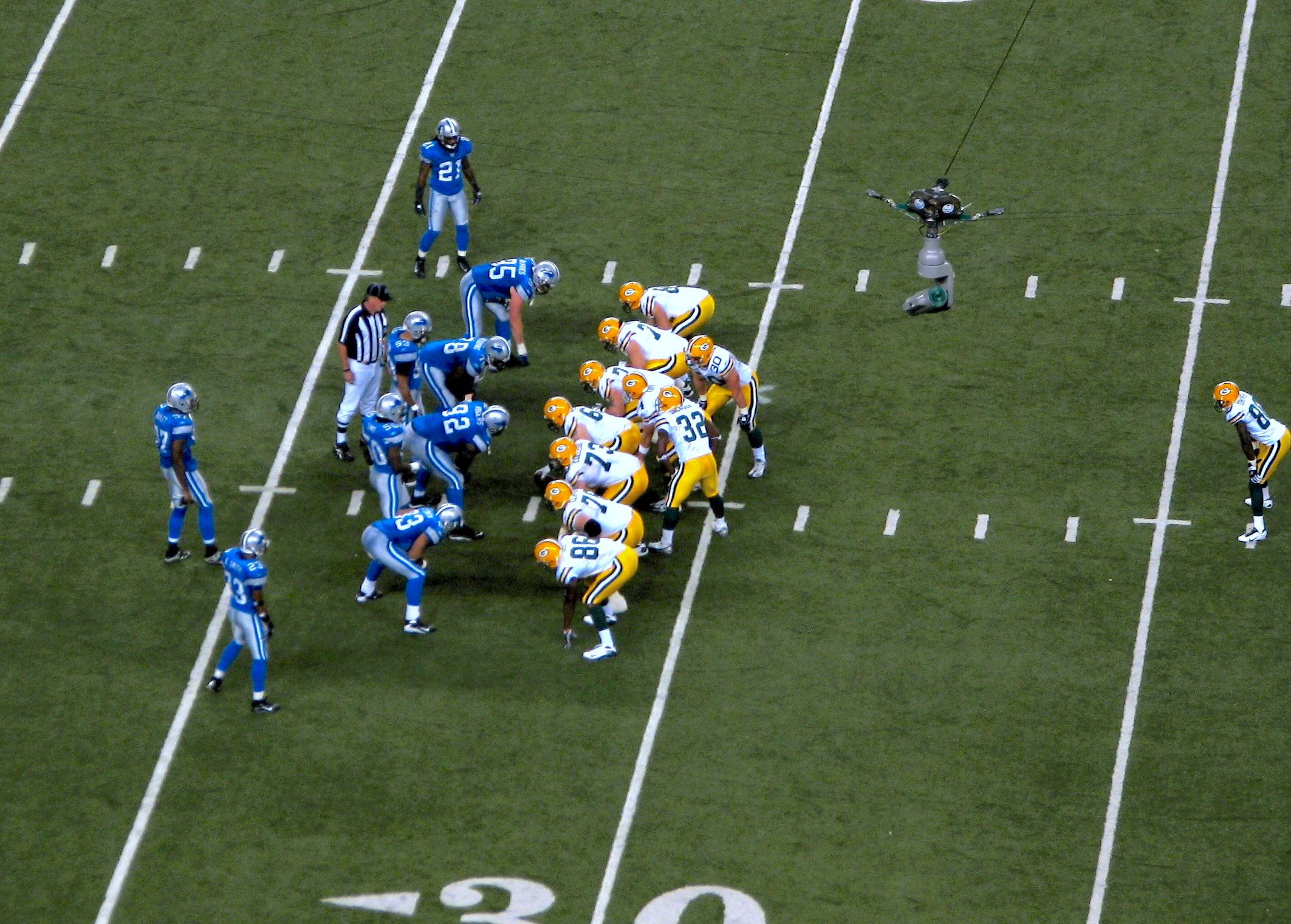
Грин-Бэй (справа) собирается играть "квотербек нил" в 2007

Квотербек нил (англ. Quarterback Kneel) (также называется: квотербек на колено, принять колено или формирование победы) — розыгрыш в американском футболе который почти всегда использует побеждающая команда в конце матча. Квотербек, получив мяч от центра, тут же садится на одно колено, завершая розыгрыш. Это применяется для того, чтобы не рисковать потерей мяча. Учитывая то, что весь эпизод длится пару секунд, защитники просто не успеют добраться до квотербека, а атаковать после того, как последний сел на колено запрещается. Команда выстраивается так, что даже в случае фамбла мяч, скорее всего, подберет нападение. Садясь на колено, команда лишает соперников сорока секунд — именно столько времени дается команде на розыгрыш.

## История
До 1970 годов команды редко применяли эту стратегию. Почти всегда тренер в конце матча использовал вынос (пробег), чтобы меньше рисковать потерей. Сесть на колено считалось стыдным действием. 19 ноября 1978 года в матче Филадельфии «Иглз» и Нью-Йорк Джайентс, Нью-Йорк выигрывал за полминуты до конца матча. Они владели мячом, а у соперников не было тайм-аутов. Но вместо того, чтобы квотербеку сесть на колено, они сделали вынос, во время которого игрок Филадельфии с помощью фамбла перехватил мяч и добежал до тачдауна, чтобы выиграть игру. Матч получил прозвище «Чудо на Луговых Полях», а тренера «Джайентс» уволили на следующий день. После этого все команды, которые выигрывали в двухминутном предупреждении, использовали эту комбинацию.

## Стратегия
У команды в американском футболе есть сорок секунд для розыгрыша. Тайм-аут останавливает время, но тайм-аутов на половину всего три. Если команда выигрывает, и у соперников нет тайм-аутов, а до конца матча осталось две минуты, квотербек может сесть на колено три раза, завершая игру. Если у соперников хотя бы один тайм-аут, то на четвёртом дауне садиться на колено нельзя, так как это будет засчитано потерей мяча на даунах и соперники будут иметь шанс сравнять счет. Бывает, что квотербек садится на колено в конце второй четверти, когда команда понимает, что не сможет набрать очки к перерыву. Если команда в зоне пробития филд гола, и команда отстает в одно или два очка, квотербек также может сесть на колено, чтобы бить филд гол, когда время вышло, а, соответственно, не дать шанса на атаку соперникам. Иногда игрок садится на колено во время экстрапоинта, если команда выигрывает, а возможная блокировка даст шанс соперникам сравнять счет или выиграть игру.